# دوك غويدري
دوك غويدري (بالإنجليزية: Doc Guidry)‏ هو عازف كمان ‏ أمريكي، ولد في 28 أبريل 1918 في لافاييت في الولايات المتحدة، وتوفي بنفس المكان في 10 نوفمبر 1992.